# Lorentzianthus viscidus
Lorentzianthus es un género botánico monotípico perteneciente a la familia de las asteráceas. Su única especie: Lorentzianthus viscidus es originaria de Bolivia donde se encuentra en Junín.

## Descripción
Las plantas de esta especie solo tienen disco (sin rayos florales) y los pétalos son de color blanco, ligeramente amarillento blanco, rosa o morado (nunca de un completo color amarillo).

## Distribución
Es un subarbusto que se encuentra en los valles secos de la Cordillera de los Andes a una altitud de 1500 a 2000 metros, en Santa Cruz, Tarija y Cochabamba en Bolivia.

## Taxonomía
Lorentzianthus viscidus fue descrita por (Hook. & Arn.) R.M.King & H.Rob. y publicado en Phytologia 32: 273. 1975.
Sinonimia
- Eupatorium erythrolepis Sch.Bip.
- Eupatorium santacruzense Hieron.
- Eupatorium viscidum var. protractum Griseb.
- Lorentzianthus viscidus (Hook. & Arn.)[5]